# Emanuel Pogatetz
Emanuel Pogatetz (ur. 16 stycznia 1983 w Grazu) – piłkarz austriacki grający na pozycji lewego lub środkowego obrońcy.

## Kariera klubowa
Pogatetz urodził się w Grazu i piłkarską karierę rozpoczynał w tamtejszym Sturmie Graz. W 1999 roku został włączony do kadry pierwszego zespołu, ale nie zdołał w nim zadebiutować w pierwszej lidze Austrii, a na sezon 2000/2001 trafił do FC Kärnten debiutując w nim w drugiej lidze. Jako 17-latek grał w wyjściowej jedenastce klubu i awansował z nim do pierwszej ligi. Latem 2001 Pogatetz trafił do Bayeru 04 Leverkusen, ale cały sezon 2001/2002 spędził w rezerwach klubu grając w Regionallidze Północnej. W Bundeslidze jednak nie zadebiutował także w następnym sezonie i kolejne sezony spędził poza Leverkusen.
Latem 2002 Pogatetz został wypożyczony do FC Aarau, z którym utrzymał się w szwajcarskiej ekstraklasie. Sezon 2003/2004 spędził na kolejnym wypożyczeniu, tym razem do Grazer AK. Z klubem z rodzinnego miasta wywalczył mistrzostwo Austrii (31 meczów, 1 gol), a w GAK grał także w rundzie wiosennej sezonu 2004/2005. Natomiast pierwszą połowę roku 2005 Emanuel rozegrał w Spartaku Moskwa, z którym wywalczył wicemistrzostwo Rosji.
Latem 2005 Pogatetz trafił do angielskiego Middlesbrough. W Premier League zadebiutował 28 sierpnia w przegranym 0:3 meczu z Charlton Athletic. Z drużyną Boro wystąpił w Pucharze UEFA, ale w spotkaniu z FC Basel doznał złamania nosa, szczęki i kości policzkowej w wyniku zderzenia z Mladenem Petriciem, w wyniku którego nie wystąpił do końca sezonu, w tym także przegranym finale tego pucharu z Sevillą (0:4). Natomiast w sezonie 2006/2007 był już pewnym punktem zespołu i wystąpił w niemal wszystkich ligowych meczach, zdobywając 2 gole (z Chelsea F.C. oraz Tottenhamem) i zajmując 12. miejsce w lidze. W następnym sezonie był podstawowym zawodnikiem klubu. W 2009 roku spadł z Middlesbrough do League Championship.
W 2010 roku Pogatetz trafił do Hannoveru. Natomiast dwa lata później został zawodnikiem VfL Wolfsburg. W 2013 roku był z niego wypożyczony do West Ham United. W sezonie 2013/2014 występował 1. FC Nürnberg. W 2014 roku wyjechał do Stanów Zjednoczonych by grać w Major League Soccer w klubie Columbus Crew. W 2016 roku wrócił do Niemiec i sezon 2016/2017 spędził w Union Berlin. Latem 2017 trafił do LASK Linz.

## Kariera reprezentacyjna
W reprezentacji Austrii Pogatetz zadebiutował 18 maja 2002 w przegranym 2:6 towarzyskim meczu z Niemcami. W swojej karierze ma już za sobą występy w eliminacjach do Euro 2004, MŚ 2006, Euro 2008 oraz MŚ 2010. We wrześniu 2006 został wykluczony z reprezentacji za krytykę w stronę selekcjonera Josefa Hickersbergera oraz kapitana Andreasa Ivanschitza.

## Statystyki
| Sezon                                | Klub                                 | Kraj                                 | Rozgrywki                            | Mecze | Bramki |
| ------------------------------------ | ------------------------------------ | ------------------------------------ | ------------------------------------ | ----- | ------ |
| 1999/00                              | Sturm Graz                           | Austria                              | Bundesliga                           | 0     | 0      |
| 2000/01                              | FC Kärnten                           | Austria                              | Red Zac-Erste Liga                   | 33    | 0      |
| 2001/02                              | Bayer 04 Leverkusen II               | Niemcy                               | Regionalliga                         | 23    | 0      |
| 2002/03                              | Bayer 04 Leverkusen                  | Niemcy                               | Bundesliga                           | 0     | 0      |
| 2002/03                              | FC Aarau                             | Szwajcaria                           | Swiss Super League                   | 21    | 3      |
| 2003/04                              | Grazer AK                            | Austria                              | Bundesliga                           | 31    | 1      |
| 2004/05                              | Grazer AK                            | Austria                              | Bundesliga                           | 22    | 1      |
| 2005                                 | Spartak Moskwa                       | Rosja                                | Premier Liga                         | 11    | 0      |
| 2005/06                              | Middlesbrough                        | Anglia                               | Premier League                       | 24    | 1      |
| 2006/07                              | Middlesbrough                        | Anglia                               | Premier League                       | 35    | 2      |
| 2007/08                              | Middlesbrough                        | Anglia                               | Premier League                       | 24    | 0      |
| 2008/09                              | Middlesbrough                        | Anglia                               | Premier League                       | 27    | 1      |
| 2009/10                              | Middlesbrough                        | Anglia                               | Championship                         | 13    | 0      |
| 2010/11                              | Hannover 96                          | Niemcy                               | Bundesliga                           | 28    | 0      |
| 2011/12                              | Hannover 96                          | Niemcy                               | Bundesliga                           | 29    | 1      |
| 2012/13                              | VfL Wolfsburg                        | Niemcy                               | Bundesliga                           | 8     | 0      |
| 2012/13                              | West Ham United                      | Anglia                               | Premier League                       | 6     | 0      |
| 2013/14                              | 1. FC Nürnberg                       | Niemcy                               | Bundesliga                           | 23    | 1      |
| 2014                                 | Columbus Crew                        | Stany Zjednoczone                    | Major League Soccer                  | 2     | 0      |
| 2015                                 | Columbus Crew                        | Stany Zjednoczone                    | Major League Soccer                  | 19    | 0      |
| 2015/16                              | Union Berlin                         | Niemcy                               | 2. Bundesliga                        | 11    | 0      |
| 2016/17                              | Union Berlin                         | Niemcy                               | 2. Bundesliga                        | 6     | 0      |
| Łącznie w austriackiej Bundeslidze   | Łącznie w austriackiej Bundeslidze   | Łącznie w austriackiej Bundeslidze   | Łącznie w austriackiej Bundeslidze   | 53    | 2      |
| Łącznie w szwajcarskiej Swiss League | Łącznie w szwajcarskiej Swiss League | Łącznie w szwajcarskiej Swiss League | Łącznie w szwajcarskiej Swiss League | 21    | 3      |
| Łącznie w rosyjsiej Premier Lidze    | Łącznie w rosyjsiej Premier Lidze    | Łącznie w rosyjsiej Premier Lidze    | Łącznie w rosyjsiej Premier Lidze    | 11    | 0      |
| Łącznie w angielskiej Premier League | Łącznie w angielskiej Premier League | Łącznie w angielskiej Premier League | Łącznie w angielskiej Premier League | 116   | 4      |
| Łącznie w niemieckiej Bundeslidze    | Łącznie w niemieckiej Bundeslidze    | Łącznie w niemieckiej Bundeslidze    | Łącznie w niemieckiej Bundeslidze    | 88    | 2      |